# Pieter Jansen van Vuren
Pour les articles homonymes, voir Jansen et Van Vuuren.

a Compétitions nationales et continentales officielles uniquement.

Dernière mise à jour le 8 juillet 2024.
Pieter Jansen van Vuren, né le 2 avril 1991 à Pretoria (Afrique du Sud), est un joueur sud-africain de rugby à XV. Il évolue au poste de deuxième ligne au Biarritz olympique.

## Biographie
En juillet 2023, il s'engage pour deux ans au Biarritz olympique. Il retourne finalement en Afrique du Sud après une saison.